# サン＝サンス
サン＝サンスまたはサン＝サーンス （Saint-Saëns, /sɛ̃.sɑ̃s/）は、フランス、ノルマンディー地域圏、セーヌ＝マリティーム県のコミューン。
伝統的な地名の発音は、1940年代から1950年代頃までは、サン＝サン（/sɛ̃.sɑ̃/）であった。

## 地理
サン＝サンスは、自然区分上の地方である、ペイ・ド・ブレ地方（fr、セーヌ＝マリティーム県とオワーズ県にまたがる）に位置している。ヴァレンヌ川のほとりにあり、オウィの森のふもとにある。
町は、オートルート A28道路のピュシュイユ・インターチェンジ（11番）から3.5km、オートルート A29道路から4.5km離れている。
鉄道のモンテロリエ-ビュシー-サン＝サンス線が廃止となって以降、最寄り駅は8.5km離れたモンテロリエ-ビュシー駅である。

## 由来
830年以前、地名はラテン語つづりのSancti Sidoniiの形で文献に現れている。ジュミエージュ修道院の修道士で、674年頃この地に修道院を建てたシドネウスにちなんで名づけられた。シドネウスという名の学術的なフランス語名はシドワーヌ（Sidoine）である。一般的な名はSaënsである。
注意:現代の発音では末尾の-sが発音されるが、文法的な観点からは根拠がない。男性名のジル（Gilles）、ジョルジュ（Georges）などのように、男性形の主格の古い語尾（ラテン語の-usから派生した）は中世以降もはや発音されていない。

## 歴史

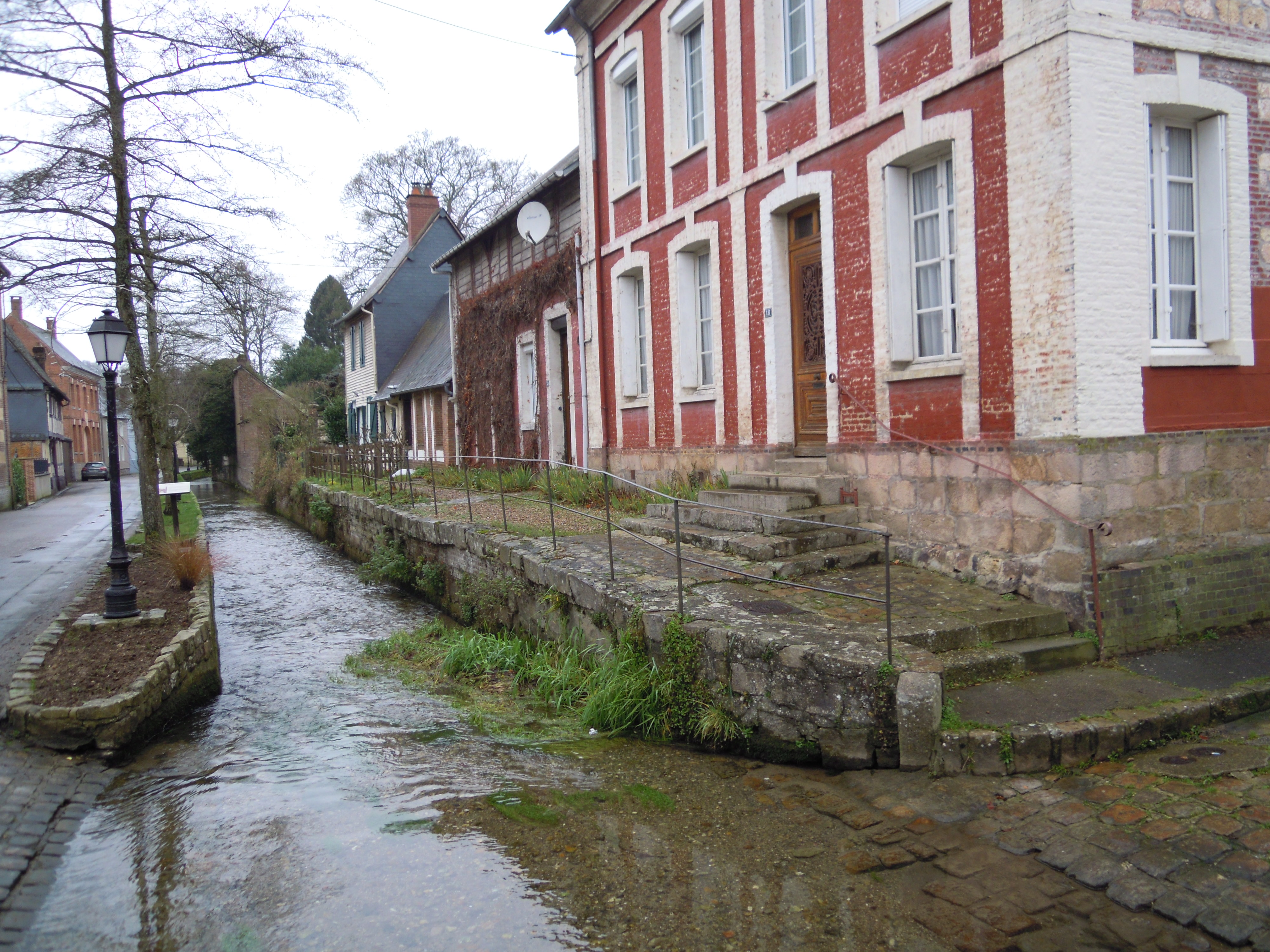
タヌール通りの浅瀬

コミューンは18世紀から19世紀まで、皮なめしを生業としていた。20世紀、いくつかの建物がこの消滅してしまった産業を思い起こさせる。
フランス革命後、コミューンはサンス＝ラ＝フォレ（Saëns-la-Forêt）と改名させられていた。

## 人口統計
2016年時点のコミューン人口は2450人で、2011年時点の人口より2.85%減少した。
| 1962年 | 1968年 | 1975年 | 1982年 | 1990年 | 1999年 | 2006年 | 2016年 |
| ------ | ------ | ------ | ------ | ------ | ------ | ------ | ------ |
| 2479   | 2463   | 2426   | 2339   | 2138   | 2553   | 2528   | 2450   |

参照元:1962年から1999年までは複数コミューンに住所登録をする者の重複分を除いたもの。それ以降は当該コミューンの人口統計によるもの。1999年までEHESS/Cassini、2006年以降INSEE